# マキノ正幸
マキノ 正幸（マキノ まさゆき、1941年2月7日 - 2024年6月28日）は、日本の経営者。沖縄アクターズスクール創業者。京都府出身。本名：牧野 正幸（読み同じ）。

## 来歴・人物
映画監督のマキノ雅弘・宝塚出身の女優である轟夕起子の子として生まれる。小学校の時に両親が離婚し、父は女優の鳳弓子と、母は俳優の島耕二と再婚した。1953年、青山学院中等部に入学。野球部に入り小柄ながらショートを守って活躍。ぼんぼん育ちでまともな就職はしたことがなく、青山学院大学経済学部を卒業後、従兄の長門裕之が始めた芸能事務所「人間プロ」の専務や六本木で会員制ジャズクラブ「マックス・ホール」を経営。
経営していた福島のスキー場が倒産したのを契機に、1971年に沖縄を訪れ、亡母の遺産と馬主（最年少個人馬主として10頭以上を所有）の収入で暮らす。1974年に那覇市泊でナイトクラブ「ジュエルパレス」を開店。1983年4月に沖縄初の芸能学校沖縄アクターズスクールを開校。1989年にはナイトクラブは赤字により閉店、競走馬も故障し収入が絶たれて借金生活となったためスクール事業継続のため、家族を残して上京し、高級石鹸のセールスマンとなりスクール立て直しの資金を作る。
2000年以降、スクールの勢いが少しずつ縮小に向かうなか、娘のアンナと対立して絶縁。不登校児のためのフリースクールに力を入れた。
2021年に体調を崩し入院したのをきっかけに、娘のアンナと和解し息子と娘が共同代表として2023年からスクールを再始動している。
2024年6月28日に敗血性ショックのため沖縄県内の病院で死去した。83歳没。

## 沖縄アクターズスクール
川地民夫から「平尾昌晃の学校がすごい人気だ」と芸能学校の経営を勧められ、芸能界の人脈を伝手に講師を集め、長門を理事長に1983年4月に入学金が55万円ながら初回の定員85名に対し、応募数は1600人が殺到して沖縄初の芸能学校沖縄アクターズスクールを開校。半年ほどで講師の一人が辞め生徒を引き抜き独立。残った生徒は息子と娘と残りは4人だった。
1987年9月、アクターズスクール出身第一号の歌手としてGWINKOがデビュー。スクール設立初期には娘の牧野アンナ、早坂好恵、里中茶美（『DA PUMP』ISSAの姉）を本州に輩出。　「アクターズ・メソッド」と呼ばれる教育方針は本格的な指導した。
後にSUPER MONKEY'Sのリードボーカルとしてデビューする安室奈美恵の才能をいち早く見出したことでも有名。1987年秋、友人に誘われてスクール見学に来ていた当時小学生（10歳）の安室を熱心にスカウトし、困惑する安室の母に「授業料は要らない」と、異例の特待生待遇で入学させた。
SPEED、モデル、女優業で頭角を現す山田優の活躍で、一躍芸能人養成プロダクション経営者として脚光を浴びる。ライジングプロダクションとの協力関係も後押しし、1990年代後半はＭＡＸ、DA PUMP、知念里奈、三浦大知、満島ひかり、黒木メイサら逸材を次々にデビューさせた。

## 家族
祖父は「日本映画の父」と呼ばれた牧野省三。父は映画監督であるマキノ雅弘。母は宝塚歌劇団卒業生で映画女優の轟夕起子。異母妹はマキノ佐代子。叔父にマキノ光雄、マキノ真三。長門裕之・津川雅彦兄弟は従兄弟（父方伯母マキノ智子の子供）にあたる。
息子の牧野彰宏はAKB48グループのプロデューサー(AKSマネジメント製作部部長）。娘は牧野アンナ（元SUPER MONKEY'S）。アンナの下に母違いの娘がいる。自身は2度離婚を経験している。

## 著作
- マキノ正幸『才能』講談社、1998年7月17日。ISBN 4-06-209102-X。[18]
- マキノ正幸『沖縄と歌姫-安室奈美恵を発掘した男の壮絶人生-』宝島社、2018年9月28日。ISBN 978-4-8002-8283-5。